# 3 dny na zabití
3 Days to Kill, v anglickém originále 3 Days to Kill je francouzsko-americký filmový thriller z roku 2014. Jeho režisérem byl McG a scénář napsali Luc Besson a Adi Hasak. Hlavní roli, agenta CIA jménem Ethan Renner, ve filmu hraje Kevin Costner. Ten přijel do Paříže za svou manželkou Christine (Connie Nielsen) a dcerou Zooey (Hailee Steinfeld), se kterými se několik let nestýkal. Zde se však dostal k další práci pro CIA. Na soundtracku byly použity písně od různých interpretů, mezi které patří například Natalia Kills, Dustin Boyer nebo skupina Bread.

## Obsazení
| Kevin Costner    | Ethan Renner     |
| Amber Heardová   | Vivi Delay       |
| Hailee Steinfeld | Zooey Renner     |
| Connie Nielsen   | Christine Renner |
| Richard Sammel   | vlk              |
| Marc Andréoni    | Mitat Yilmaz     |
| Eriq Ebouaney    | Jules            |
| Tómas Lemarquis  | albín            |